# Tordai sóbánya
A tordai sóbánya egyike Erdély legrégebbi és legismertebb sóbányáinak, a 20. század végétől fontos turisztikai célpont Romániában. A Kolozs megyében található bányát 1932-ben zárták be; az 1990-es évek elején megnyitották a látogatók számára. 2008 és 2010 között európai uniós forrásokból felújították, és 2010 óta ismét látogatható. 

## Fekvése és földrajzi jellemzői
A sóbánya Tordától északra található, a Sósvölgy északnyugati lejtőjén. Két bejárata van, a régi a Salinelor utca 54B szám alatt (é. sz. 46,583742°, k. h. 23,776267°46.583742°N 23.776267°E), az új az Aleea Durgăului 7. szám alatt (é. sz. 46,588833°, k. h. 23,787632°46.588833°N 23.787632°E). A sóhegy egyik oldalában szőlők terülnek el; innen származik az a mondás, hogy „Tordán terem igaz borsó” (bor+só).
A sóréteg a miocén bádeni korszakában a Középső-Paratethys medencéiben a tengervíz bepárlódásával rakódott le, majd felgyűrődve a felszín közelébe emelkedett. A sófelgyűrődés északi irányba húzódik, mintegy 5 kilométer hosszú és 1 kilométer széles, és 2–4 méternyi agyag borítja. A sóbánya hőmérséklete 10-12 C°, a relatív páratartalom 75-80%.

## Története

### Tordai sóbányászat
Torda környékén már a római korban is bányásztak sót, erre utal, hogy a város melletti fennsíkon egy terület a „római bánya” nevet viselte. A tordai sóbányák első írásos említése 1065-ből, a garamszentbenedeki apátság alapítóleveléből származik. 1269-ben István ifjabb király az erdélyi káptalannak adományozott egy tordai sóaknát; ezt az adománylevelet 1271-ben Magyarország királyaként is megerősítette, 1276-ban pedig IV. László is elismerte. 1326-ban I. Károly más bányák mellett a Torda sóbányáiból termelt só tizedét az erdélyi káptalannak adományozta. I. Lajos 1375-ben kelt szabályozása megvonta a bánya sóvágóinak szabad költözési jogát.
A sóbányák fontos jövedelmet jelentettek a királyi (később erdélyi fejedelmi) kincstár számára, és anyagi jólétet teremtettek a bányászvárosok (köztük Torda) lakóinak; Torda különösen fontos kereskedelmi központtá vált. 1528-ban I. Ferdinánd zálogba adta az erdélyi sóbányákat a Fuggereknek; ebből az évből származik a Fugger-ház megbízottja, Hans Dernschwam jelentése a tordai sóbányákról, valamint a rájuk vonatkozó helyi szabályozásról. Szerinte a legjobb minőségű só a tordai volt, szilárdsága és fehér színe miatt. Az 1530-as években a tordai sót szekéren szállították a marosdécsei kikötőbe. 1585-ben Veit Marchthaler ulmi tanácsos tett látogatást a bányában, és leírta a sókitermelés korabeli technológiáját.
A 16. század közepe után az erdélyi sóbányák termelése csökkent, ezért ellenőrzés indult: Bornemisza Pál és Georgius Wernher királyi biztosok felmérték a só minőségét, a kitermelés módozatait, az alkalmazottak számát és munkaköreit. 1552-ben kelt jelentésük szerint a tordai sóbánya volt a legjelentősebb. A sóbányászat fellendülése I. Lipót idején kezdődött el; Tordán is új lelőhelyeket kutattak fel, és 1690-ben elkezdték a jelenlegi bánya kialakításának munkálatait.

### A jelenlegi bánya
Fridvalszky János 1767-ben megjelent Minerologia magni principatus Transilvaniae seu Metalla, Semi-Metalla, Sulphura, Salia, Lapides, & Aquae conscripta című könyvében öt tordai sóaknáról ír (Felső, Alsó, Kolozsi, Szent Teréz és Szent Antal);  az innen kitermelt sókockákat szekérrel szállították a marosváradjai sóraktárba vagy a miriszlói sópiacra. A 19. század közepére a Szent Teréz és Szent Antal aknák már teljesen kimerültek.
1853-ban a szállítási költségek csökkentése érdekében elhatározták egy galéria (Ferenc József galéria) megnyitását Újtorda felé; ezzel egyidejűleg a Teréz aknához csatlakozó két mellékaknát nyitottak (Gizella és Rudolf akna). A 19. század végére az itt alkalmazott technika elavult, korszerűsítésére nem került sor. 1932-ben a bányát üzemen kívül helyezték. A második világháború alatt óvóhelynek használták. Az 1950-es évektől kezdve a Ferenc József galéria egy szakaszát sajtraktárnak, illetve sajtérlelő helynek használták. 1992-ben látogathatóvá tették a nagyközönség számára.
2008-ban elkezdték a sóbánya korszerűsítését. A projekt 63%-át az Európai Unió PHARE programja, 21%-át Románia, 16%-át Torda városa finanszírozta. A felújított létesítményt 2010. január 22-én avatták fel.
2020-ban a Kolozs megyei tanács elnöke és Torda polgármestere társulási szerződést írt alá a legfontosabb Torda környéki turisztikai látnivalók, a sóbánya, a Tordai-hasadék és a Túri-hasadék drótkötélpályás összeköttetése érdekében. 2022-ben elindították az eljárást ahhoz, hogy a sóbánya felkerülhessen az UNESCO Világörökség listájára.

## Leírása
Az 1870-ben elkészült Ferenc József galéria 917 méter hosszúságú. Az első 529 méter meszes-agyagos kőzeten halad át, és kőfallal van megerősítve. A bal oldalon 10 ölenként (18,9 méter) egy-egy kőlap található; ezzel mérték a távolságot. A galéria falai feketék a régen világításra használt fáklyák füstjétől.
A Rudolf tárna kupolája trapéz alakú, 42 méter mély, 50 méter széles és 80 méter hosszú. A legalsó szintre 172 lépcsőn át lehet lejutni; a pihenőknél a falon látható az az év, amikor a szintet kitermelték. A tárna északnyugati oldalán sósztalaktitok találhatók, amelyek évente mintegy 2 centiméternyit növekednek.A tárnában felállítottak egy óriáskereket, ezen kívül van bowling- és golfpálya, játszótér és egy kis amfiteátrum.
A Mária Terézia tárna harang alakú, 90 m magas, 112 méter mély, átmérője alul 87 méter. A terem alján egy földalatti tó található, közepén sószigettel. A tó a bánya legmélyebb pontja.
A 115 méter mély József tárna nem látogatható, csak a felső sóerkélyekről tekinthető meg. A kupola alakú tárna átmérője az alapnál 67 méter.
Az 1881-ben épített kiemelő szerkezet egy nyolcszögletű teremben helyezkedik el. A lovasságtól kiselejtezett lovakkal működtetett gép a só függőleges irányú szállítására szolgált. A sókitermelés további eszközei a kiemelő akna termében tekinthetők meg. További látnivalók a Névsorolvasás terem és a Gazdagok lépcsője.
A Gizella tárna és a Ferenc József galéria közötti két műszaki kamra egybenyitásával kialakított helyiség gyógykezelési célokat szolgál.

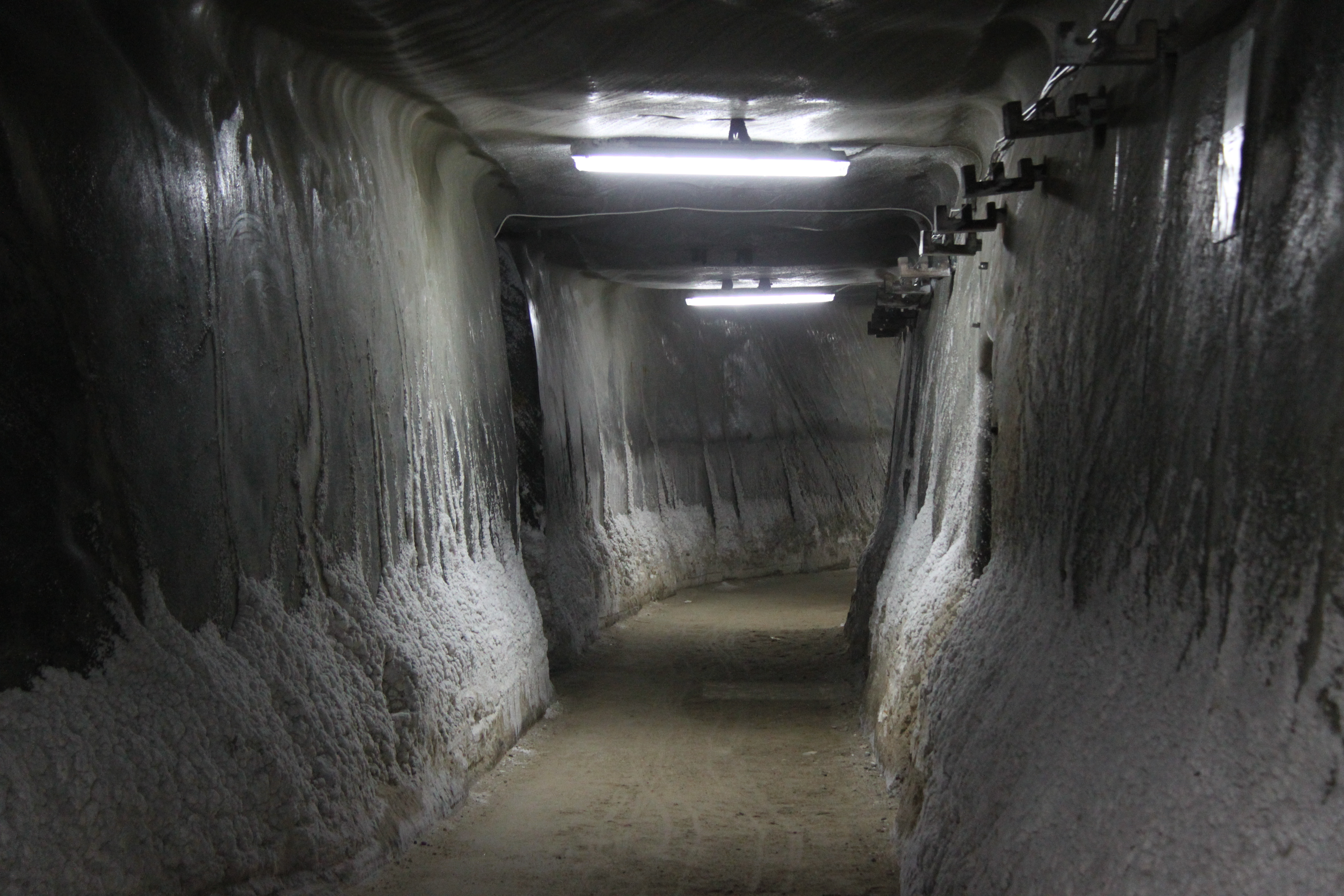
Ferenc József galéria
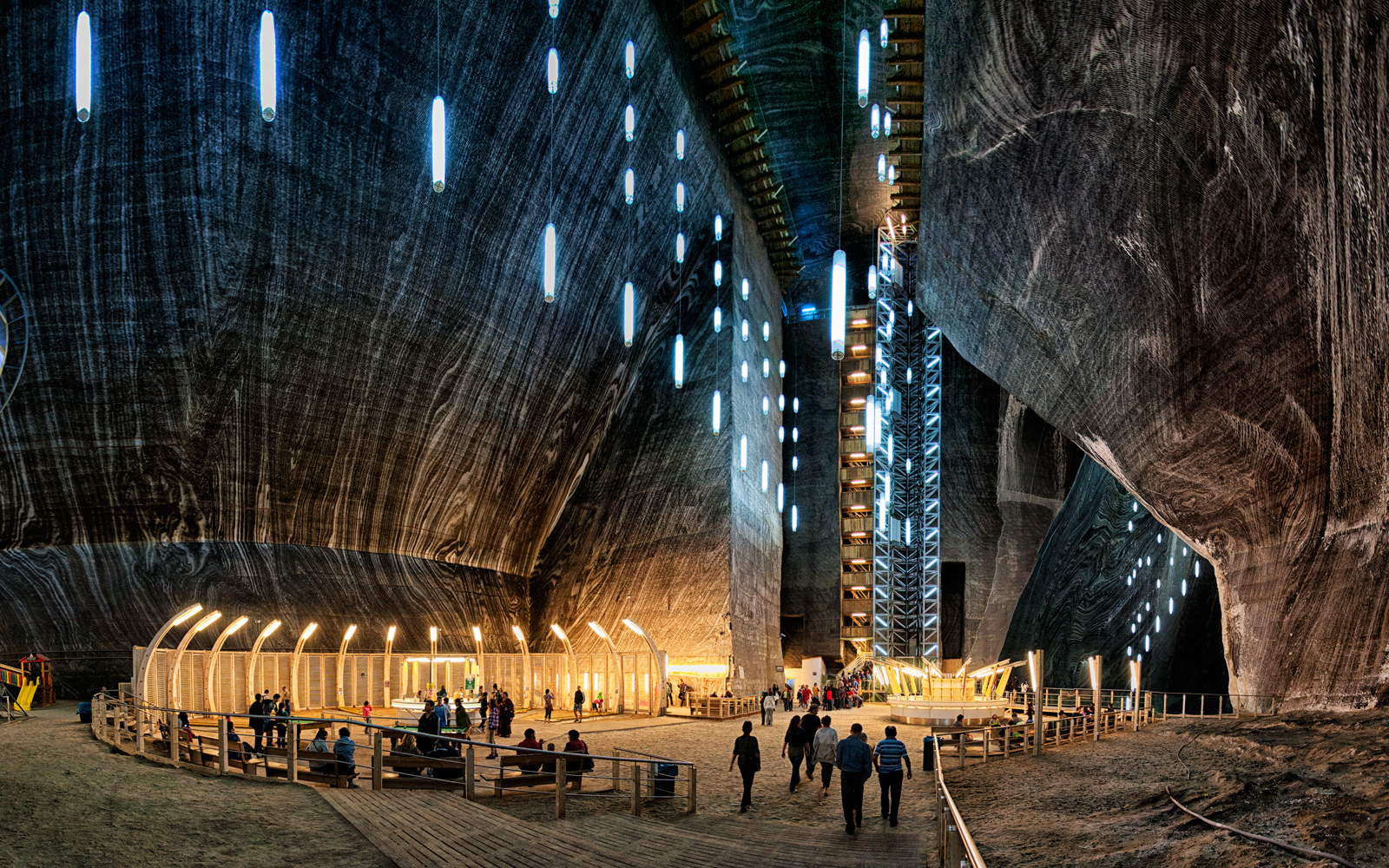
Rudolf tárna
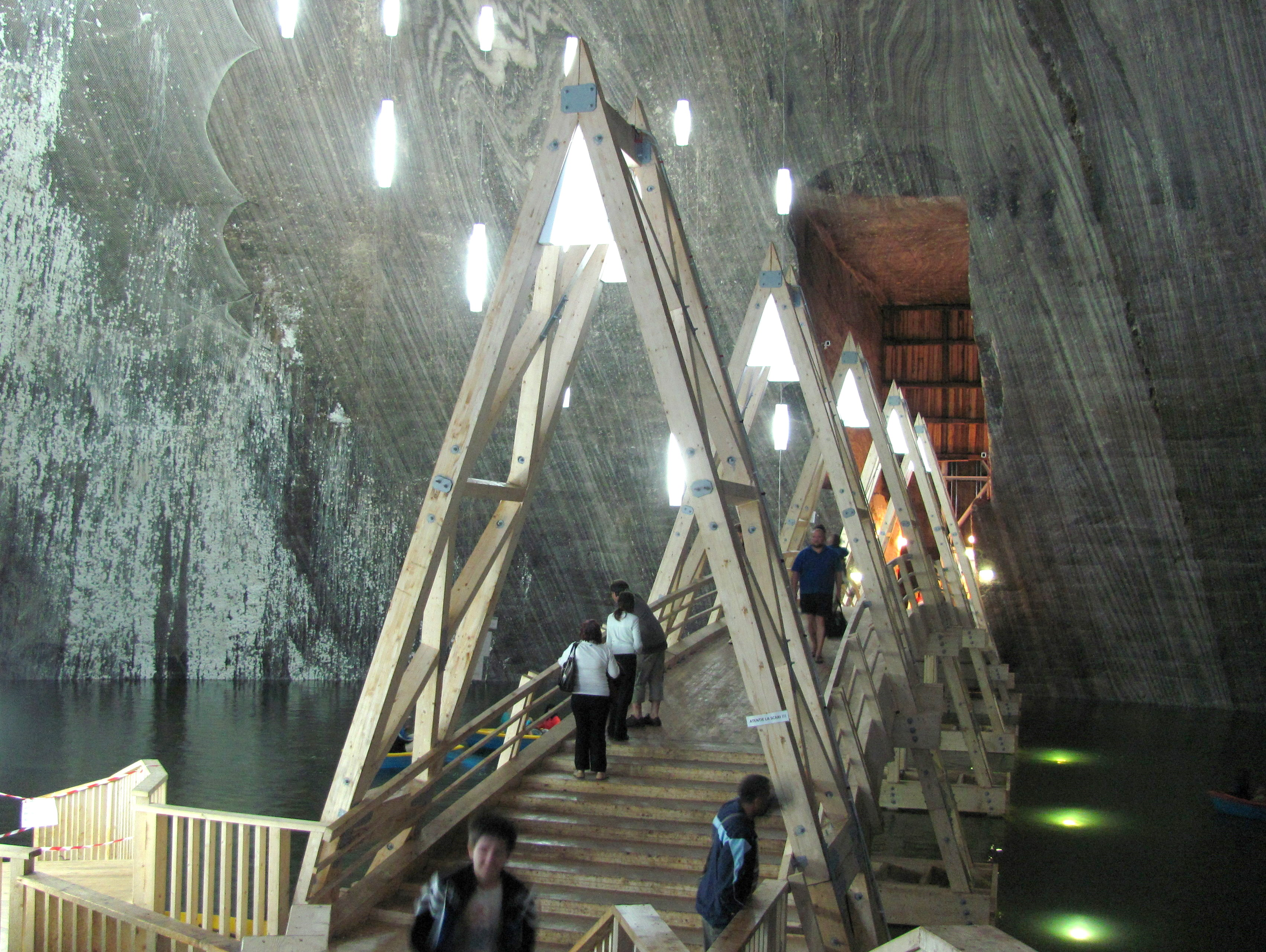
Mária Terézia tárna
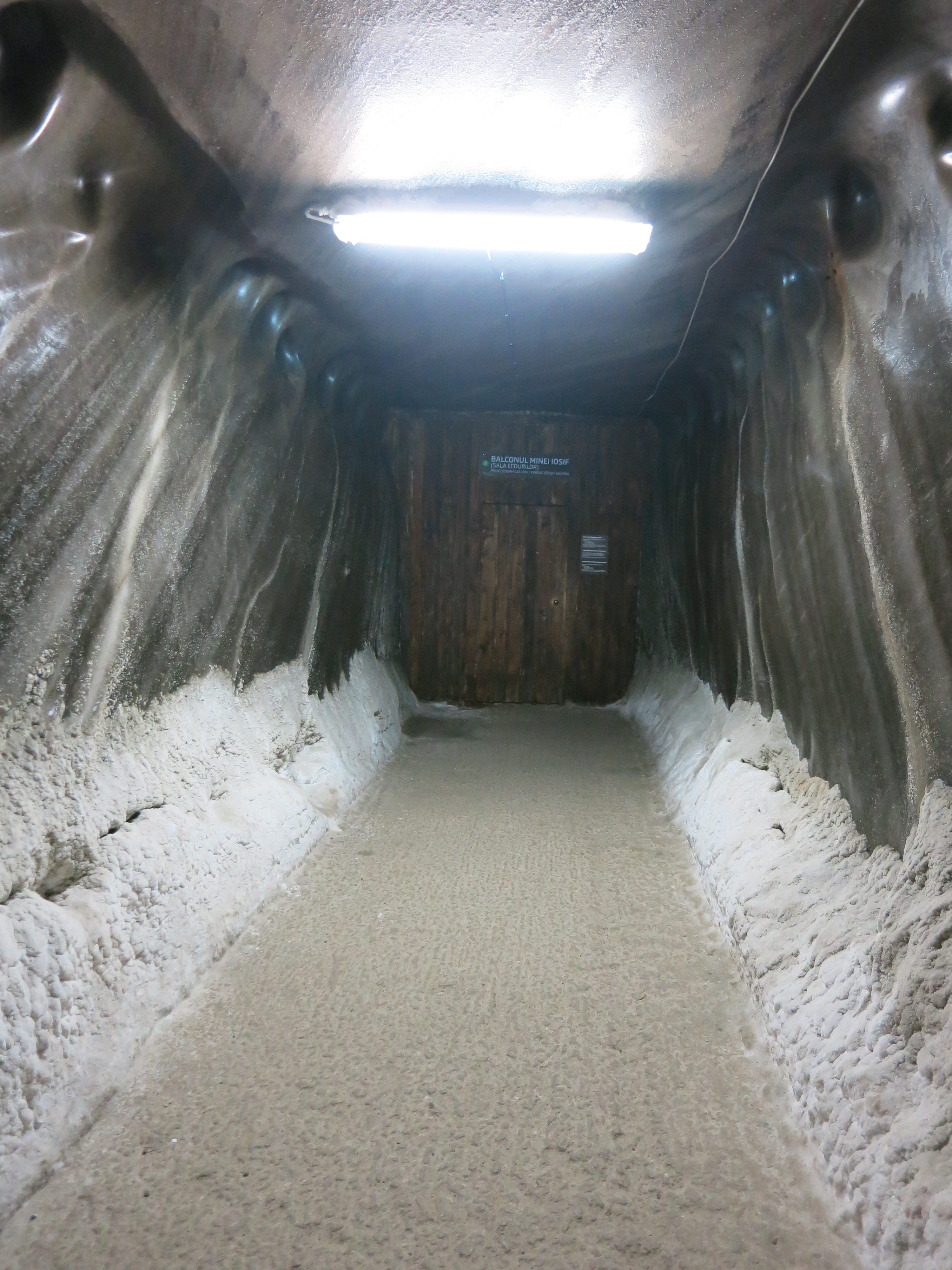
József tárna
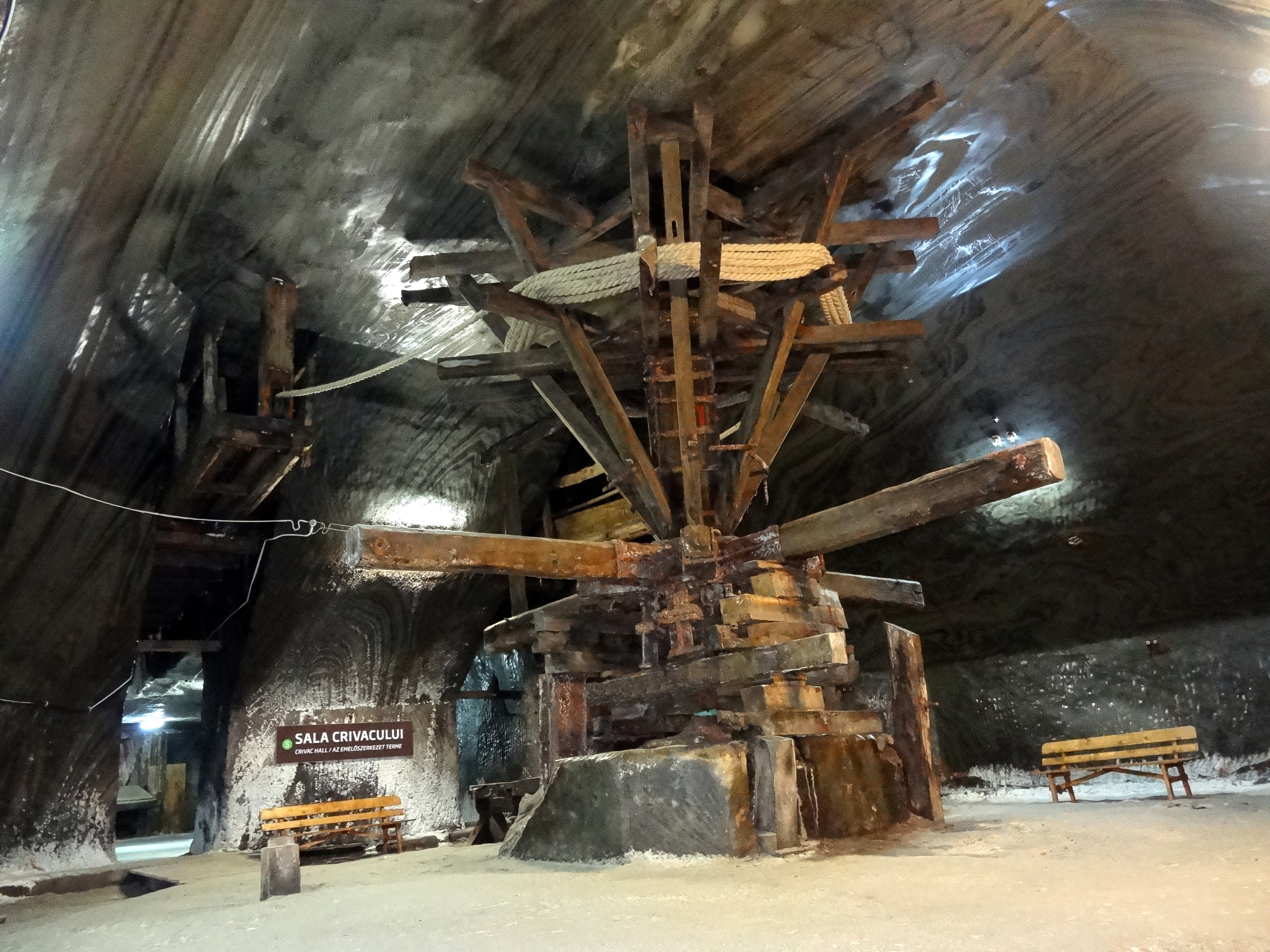
Kiemelő szerkezet
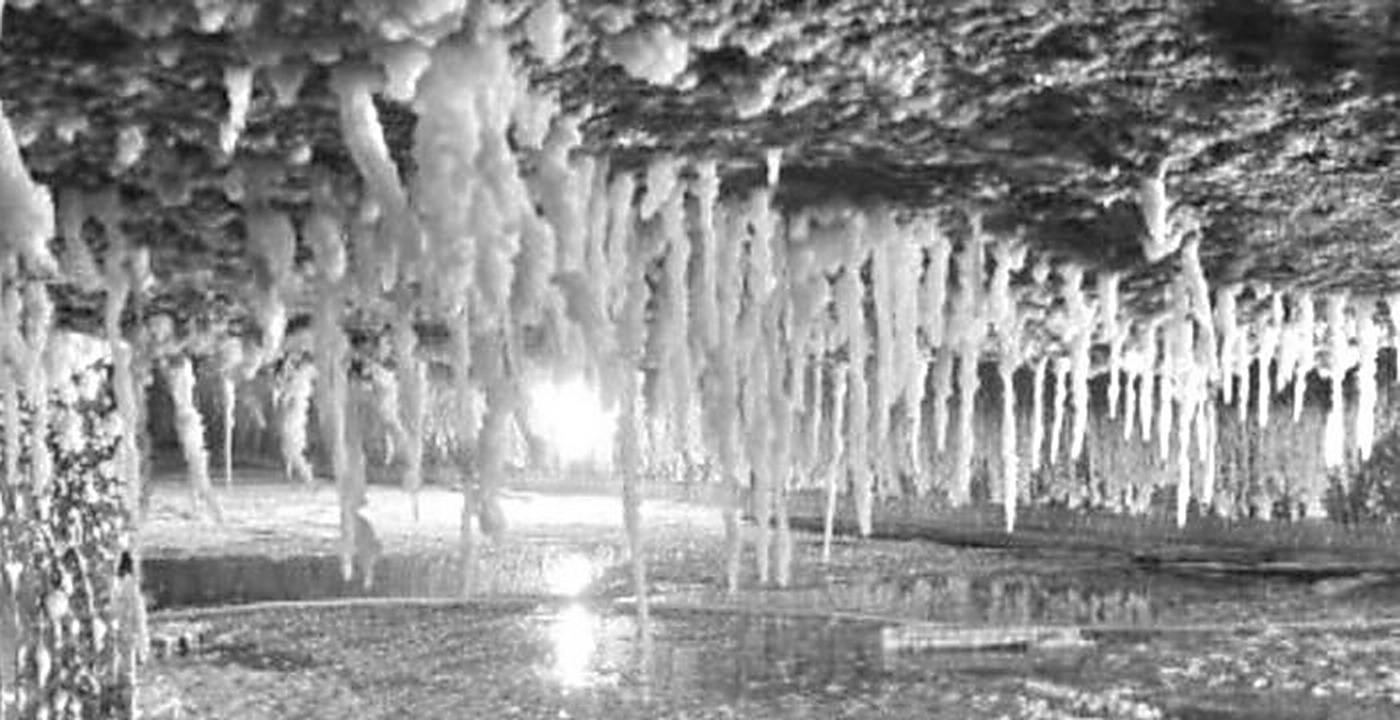
Sztalaktitok a Gizella tárnában

## Turizmus és populáris kultúra
A sóbánya két csillaggal szerepel a Guide Michelinben, az amerikai Business Insider hírportál pedig a világ 25 hihetetlen, ritkán látogatott, eldugott látványossága közé sorolta.
A felújítást követő első évben, 2010-ben a látogatók száma 375 404 volt, 2017-ben több mint 600 000, 2018-ban mintegy 690 000, 2022-ben 527 653, 2023-ban 601 627.
A sóbánya amfiteátruma különböző rendezvényeknek ad otthont: volt itt operaelőadás, filmvetítés, és 2018-ban itt tartották az Eurovíziós Dalfesztivál egyik helyi elődöntőjét. 2016-ban a sóbányában forgatták a Tokyo Vampire Hotel című japán sorozat egyes jeleneteit.
2024-ben MrBeast amerikai youtuber hét napot töltött a sóbányában; az erről készült videója három óra alatt tízmillió megtekintést ért el.